# Isla Apo

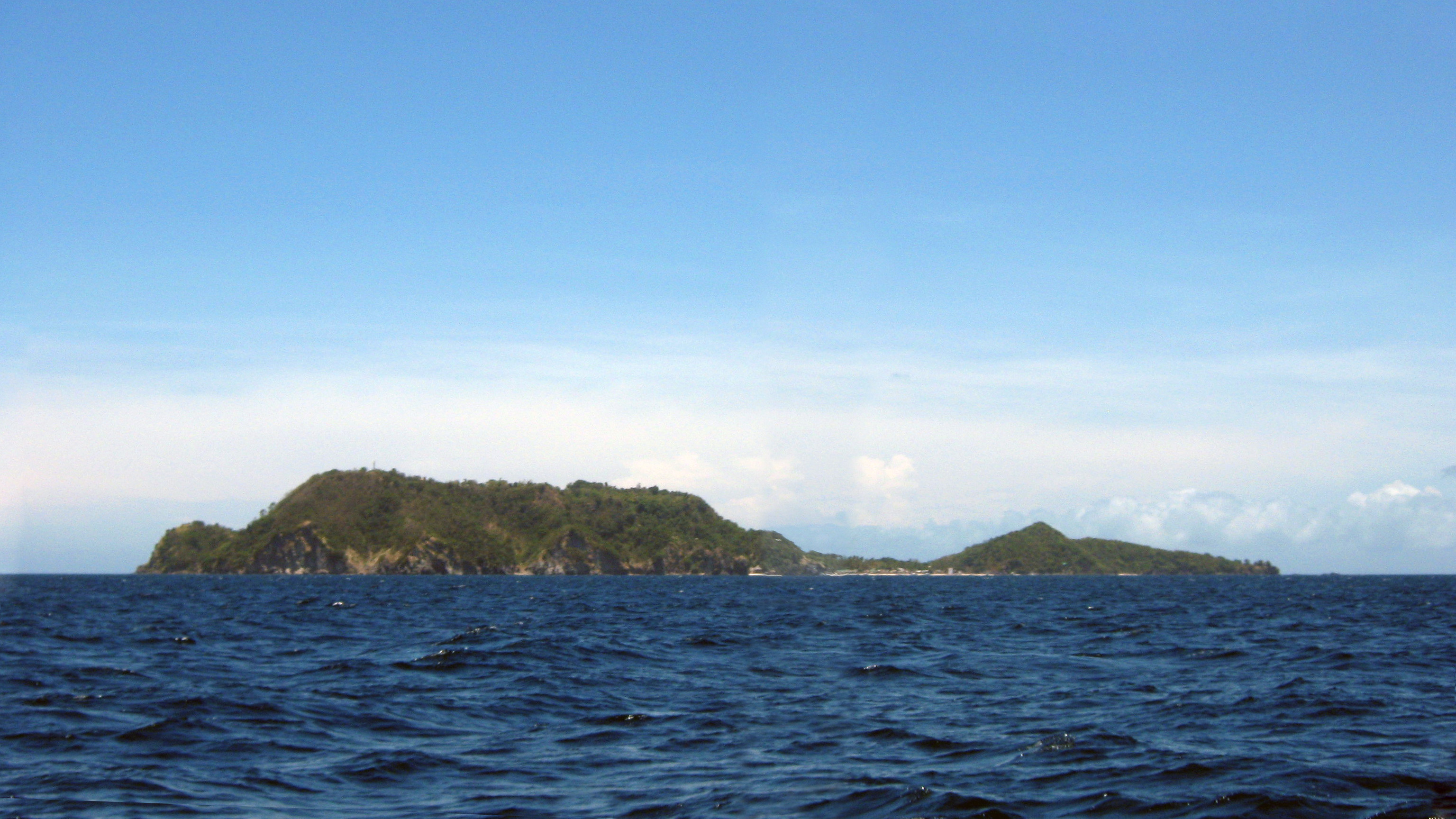
Isla de Apo desde el este.

La Isla Apo (Apo Island en inglés) es una isla volcánica que abarca 12 hectáreas terrestres, a 7 kilómetros de la punta sureste de la isla Negros y 30 kilómetros al sur de la capital de Negros Oriental: Dumaguete City, en las islas Filipinas.
El hábitat marino que rodea la isla es una reserva marina protegida por el Servicio Nacional Integrado de Áreas Protegidas (NIPA) y bajo la jurisdicción de la Junta de Manejo de Áreas Protegidas. Se ha convertido en un sitio popular de buceo y snorkel entre los turistas. Hay dos resorts en la Isla Apo, los cuales tienen sus propios centros de buceo: Apo Island Beach Resort y Lodge Liberty. Hay una estación de guardaparques y un faro.
La isla se encuentra bajo la jurisdicción del municipio de Dauin, de Negros Oriental, y es uno de los 23 barangays de la municipalidad. A partir del censo de 2010, la isla tiene una población de 918 habitantes.